# Lycaena angustimargo
Lycaena angustimargo är en fjärilsart som beskrevs av Courvoisier 1903. Lycaena angustimargo ingår i släktet Lycaena och familjen juvelvingar. Inga underarter finns listade i Catalogue of Life.